# (16248) Fox
(16248) Fox (2000 HT13) – planetoida z pasa głównego asteroid okrążająca Słońce w ciągu 3,43 lat w średniej odległości 2,27 j.a. Odkryta 28 kwietnia 2000 roku.